# Ngatik (ort)
Ngatik är en ort i Mikronesiska federationen.   Den ligger i kommunen Ngatik Municipality och delstaten Pohnpei, i den sydvästra delen av landet, 170 km sydväst om huvudstaden Palikir. Ngatik ligger 16 meter över havet och antalet invånare är 640. Den ligger på ön Ngatik.
Terrängen runt Ngatik är mycket platt.  Det finns inga andra samhällen i närheten. 